# 巴塞羅那-拉克魯斯港
巴塞羅那-拉克魯斯港都會區（Area Metropolitana de Barcelona-Puerto La Cruz），更廣為人知的名稱是大巴塞羅那（Gran Barcelona），是委內瑞拉的一個都會區，由巴塞羅那、拉克魯斯港、關塔和萊切里亞等地組成。巴塞羅那-拉克魯斯港都會區人口801,071人，是委內瑞拉東部地區最大的城市群，在委內瑞拉全國則排名第7名。